# Dominic Bradley
Dominic Bradley (in irlandese Doiminic Ó Brolcháin; Bessbrook, 29 agosto 1960) è un politico britannico, ex membro del Partito Social Democratico e Laburista (SDLP) e membro dell'Assemblea dell'Irlanda del Nord per Newry e Armagh.
In qualità di Membro dell'Assemblea dell'Irlanda del Nord, è stato portavoce dell'SDLP per l'istruzione e per la lingua irlandese.
Bradley è un madrelingua irlandese ed è direttore del quotidiano Lá Nua. Scrive in irlandese per diversi altri giornali. Nell'ottobre 2011, è stato sanzionato dallo speaker per aver parlato troppo a lungo senza fare una domanda. È un insegnante della contea di Armagh

## Istruzione
Ha studiato alla Queen's University Belfast dove ha ottenuto una laurea con lode in lingua e letteratura inglese. Dopo la laurea è rimasto a Belfast e ha conseguito un diploma post laurea in educazione. Ha frequentato inoltre l'Università dell'Ulster dove ha studiato e conseguito un master in lingua e letteratura irlandese.